# Eerste divisie (mannenhandbal) 2020/21
De eerste divisie 2020/21 is de op een na hoogste afdeling van het Nederlandse handbal bij de heren op landelijk niveau.

## Gevolgen van de coronacrisis in Nederland
Na het vroegtijdige beëindigen van het seizoen 2019/20 werd er op 12 september 2020 het nieuwe handbalseizoen gestart.
- Op 13 oktober maakte het kabinet nieuwe maatregelen bekend door de oplopende cijfers van de tweede golf van het coronavirus in Nederland. Door de nieuwe maatregelen is de BENE-League, eredivisie (en lager) stilgelegd tot onbepaalde tijd.[2]
- Door de verleningen van de maatregelen en de komst van een totale lockdown in Nederland zijn alle competitie binnen de NHV stopgezet op 15 januari. Het NHV wilt op 10 april 2021 een alternatieve competitie beginnen. Ook maakte het NHV bekend dat in het seizoen 2021/22 dezelfde poule-indelingen aanhouden, omdat de promotie-/degradatieregelingen stop zijn gezet voor het seizoen 2020/21.[1]

## Opzet
In het seizoen 2020/2021 werd door de wijzigingen in de competitie door het NHV uitgebreid van veertien teams naar zestien teams. Door de uitbreiding zijn Apollo, BFC 2, IMBO Benelux/Hellas 2, Tonegido, De Lange Natuursteen/Unitas, en handbalshop.nl/Witte Ster gepromoveerd naar de eerste divisie. DIOS is voor dit seizoen teruggetrokken naar een lagere divisie.
- De nummer 1 en 2 promoveert rechtstreekse naar de eredivisie. Indien een team kampioen wordt en niet kan promoveren naar de eredivisie promoveert de eerstvolgende op de ranglijst, mits die geen team in de eredivisie heeft, alsnog rechtstreeks naar de eredivisie.
- Nummer 16 degradeert rechtstreekse naar de tweede divisie.
- Tweede als derde teams kunnen niet promoveren naar de eredivisie.
- Geen nacompetitie na het beëindigen van de reguliere competitie.

## Teams
| Ploeg                         | Plaats                | Provincie     | Trainer(s)                    | Hal                    |
| ----------------------------- | --------------------- | ------------- | ----------------------------- | ---------------------- |
| Green Park Handbal Aalsmeer 3 | Aalsmeer              | Noord-Holland | Micha Hoogewoud               | De Bloemhof            |
| Apollo                        | Son                   | Noord-Brabant | W. Pluym & F. Kolen           | De Landing             |
| DEF-Fire/Aristos              | Amsterdam             | Noord-Holland | Jessica Kolk                  | Aristoshal             |
| Vrone/Berdos                  | Bergen                | Noord-Holland | Dion Ferdinandus              | Sportpark de Kiefthoek |
| BFC 2                         | Beek                  | Limburg       | Michiel Heijmans              | De Haamen              |
| DWS                           | Schiedam              | Zuid-Holland  | Marjolein Luijten-van den Tas | Groenoordhal           |
| Yourlease/Eemland             | Soest                 | Utrecht       | Arjan Schneiders              | Beukendal              |
| EHC                           | Leidschendam-Voorburg | Zuid-Holland  | André van den Bosch           | de Fluit               |
| IMBO Benelux/Hellas 2         | Den Haag              | Zuid-Holland  | Dave Sterk                    | Hellashal              |
| HVV '70                       | Voorschoten           | Zuid-Holland  | Dick Gijsman                  | Sportpark Adegeest     |
| Houten 2                      | Houten                | Utrecht       | Remco Dörr                    | The Dome               |
| Klaverblad/Oliveo             | Pijnacker             | Zuid-Holland  | Jan Willem Weerden            | Het Nest               |
| Quintus 2                     | Kwintsheul            | Zuid-Holland  | Luuk Obbens                   | Eekhout Hal            |
| Tonegido                      | Hippolytushoef        | Noord-Holland | Hermann Dalbke                | Sporthal Wieringen     |
| De Lange Natuursteen/Unitas   | Rolde                 | Drenthe       | Henk Jan Ottens               | De Boerhoorn           |
| handbalshop.nl/Witte Ster     | Waspik                | Noord-Brabant | Roy Meijs                     | Sportcentrum Waspik    |

## Stand
| Pos | Club                          | Wed | W | G | V | Ptn | DV  | DT  | +/− | Opmerking                          |
| --- | ----------------------------- | --- | - | - | - | --- | --- | --- | --- | ---------------------------------- |
| 1   | Klaverblad/Oliveo             | 5   | 4 | 0 | 1 | 8   | 158 | 142 | +16 | Kampioen, Promotie naar eredivisie |
| 2   | Quintus 2                     | 4   | 3 | 1 | 0 | 7   | 124 | 99  | +25 |                                    |
| 3   | Green Park Handbal Aalsmeer 3 | 3   | 3 | 0 | 0 | 6   | 91  | 72  | +19 |                                    |
| 4   | Vrone/Berdos                  | 4   | 3 | 0 | 1 | 6   | 142 | 106 | +36 | Promotie naar eredivisie           |
| 5   | EHC                           | 3   | 2 | 1 | 0 | 5   | 90  | 78  | +12 |                                    |
| 6   | BFC 2                         | 4   | 2 | 1 | 1 | 5   | 107 | 98  | +9  |                                    |
| 7   | DWS                           | 5   | 2 | 0 | 3 | 4   | 154 | 161 | -7  |                                    |
| 8   | Apollo                        | 3   | 1 | 1 | 1 | 3   | 88  | 82  | +6  |                                    |
| 9   | handbalshop.nl/Witte Ster     | 3   | 1 | 1 | 1 | 3   | 77  | 82  | -5  |                                    |
| 10  | HVV '70                       | 3   | 1 | 1 | 1 | 3   | 78  | 83  | -5  |                                    |
| 11  | DEF-Fire/Aristos              | 5   | 1 | 1 | 3 | 3   | 124 | 153 | -29 |                                    |
| 12  | Houten 2                      | 3   | 1 | 0 | 2 | 2   | 82  | 86  | -4  |                                    |
| 13  | De Lange Natuursteen/Unitas   | 3   | 1 | 0 | 2 | 2   | 75  | 81  | -6  |                                    |
| 14  | Tonegido                      | 3   | 0 | 1 | 2 | 1   | 64  | 67  | -3  |                                    |
| 15  | IMBO Benelux/Hellas 2         | 3   | 0 | 0 | 3 | 0   | 61  | 89  | -28 |                                    |
| 16  | Yourlease/Eemland             | 3   | 0 | 0 | 3 | 0   | 62  | 92  | -30 | Degradatie naar de tweede divisie  |

## Uitslagen
>> Volledig afgelast, het getoonde is de oorspronkelijke stand. <<
| Team                          | AAL   | APO   | ARI   | V&B   | BFC   | DWS   | EEM   | EHC   | HEL   | HVV   | HOU   | OLI   | QUI   | TON   | UNI   | WIS   |
| ----------------------------- | ----- | ----- | ----- | ----- | ----- | ----- | ----- | ----- | ----- | ----- | ----- | ----- | ----- | ----- | ----- | ----- |
| Green Park Handbal Aalsmeer 3 |       | 00–00 | 35–25 | 00–00 | 00–00 | 00–00 | 00–00 | 00–00 | 00–00 | 00–00 | 25–22 | 00–00 | 00–00 | 00–00 | 00–00 | 00–00 |
| Apollo                        | 00–00 |       | 00–00 | 00–00 | 00–00 | 00–00 | 29–22 | 00–00 | 00–00 | 00–00 | 00–00 | 00–00 | 00–00 | 00–00 | 00–00 | 00–00 |
| DEF-Fire/Aristos              | 00–00 | 31–31 |       | 00–00 | 00–00 | 00–00 | 00–00 | 00–00 | 00–00 | 00–00 | 00–00 | 00–00 | 00–00 | 24–23 | 00–00 | 00–00 |
| Vrone/Berdos                  | 00–00 | 00–00 | 35–19 |       | 00–00 | 42–32 | 00–00 | 00–00 | 00–00 | 00–00 | 00–00 | 00–00 | 00–00 | 00–00 | 00–00 | 00–00 |
| BFC 2                         | 00–00 | 00–00 | 00–00 | 00–00 |       | 00–00 | 00–00 | 00–00 | 26–18 | 00–00 | 00–00 | 00–00 | 28–28 | 00–00 | 00–00 | 00–00 |
| DWS                           | 00–00 | 00–00 | 00–00 | 00–00 | 26–28 |       | 00–00 | 00–00 | 00–00 | 00–00 | 00–00 | 42–37 | 25–33 | 00–00 | 00–00 | 00–00 |
| Yourlease/Eemland             | 00–00 | 00–00 | 00–00 | 21–32 | 00–00 | 00–00 |       | 00–00 | 00–00 | 00–00 | 00–00 | 00–00 | 00–00 | 00–00 | 00–00 | 00–00 |
| EHC                           | 00–00 | 00–00 | 29–25 | 00–00 | 00–00 | 00–00 | 00–00 |       | 00–00 | 00–00 | 00–00 | 00–00 | 00–00 | 00–00 | 30–22 | 00–00 |
| IMBO Benelux/Hellas 2         | 00–00 | 00–00 | 00–00 | 00–00 | 00–00 | 21–29 | 00–00 | 00–00 |       | 00–00 | 00–00 | 00–00 | 22–34 | 00–00 | 00–00 | 00–00 |
| HVV '70                       | 25–31 | 00–00 | 00–00 | 34–33 | 00–00 | 00–00 | 00–00 | 00–00 | 00–00 |       | 00–00 | 00–00 | 00–00 | 00–00 | 00–00 | 00–00 |
| Houten 2                      | 00–00 | 29–28 | 00–00 | 00–00 | 00–00 | 00–00 | 00–00 | 00–00 | 00–00 | 00–00 |       | 31–33 | 00–00 | 00–00 | 00–00 | 00–00 |
| Klaverblad/Oliveo             | 00–00 | 00–00 | 00–00 | 00–00 | 26–25 | 00–00 | 31–19 | 00–00 | 00–00 | 31–25 | 00–00 |       | 00–00 | 00–00 | 00–00 | 00–00 |
| Quintus 2                     | 00–00 | 00–00 | 00–00 | 00–00 | 00–00 | 00–00 | 00–00 | 00–00 | 00–00 | 00–00 | 00–00 | 00–00 |       | 00–00 | 29–24 | 00–00 |
| Tonegido                      | 00–00 | 00–00 | 00–00 | 00–00 | 00–00 | 00–00 | 00–00 | 00–00 | 00–00 | 19–19 | 00–00 | 00–00 | 00–00 |       | 00–00 | 22–24 |
| De Lange Natuursteen/Unitas   | 00–00 | 00–00 | 00–00 | 00–00 | 00–00 | 00–00 | 00–00 | 00–00 | 00–00 | 00–00 | 00–00 | 00–00 | 00–00 | 00–00 |       | 29–22 |
| handbalshop.nl/Witte Ster     | 00–00 | 00–00 | 00–00 | 00–00 | 00–00 | 00–00 | 00–00 | 31–31 | 00–00 | 00–00 | 00–00 | 00–00 | 00–00 | 00–00 | 00–00 |       |